# Parachabora abydas
Parachabora abydas är en fjärilsart som beskrevs av Herrich-Schäffer 1869. Parachabora abydas ingår i släktet Parachabora och familjen nattflyn. Inga underarter finns listade i Catalogue of Life.